# Raoul Bergougnan
Pour les articles homonymes, voir Bergougnan.
Raoul Bergougnan, né le 21 décembre 1900, mort le 7 mars 1982 à Toulouse, est un peintre français qui a vécu et travaillé à Toulouse.

## Biographie
Raoul Jean François Bergougnan naît le 21 décembre 1900 au domicile de ses parents, Jean Bergougnan, photographe, et Anne Prades, 102 rue des Chalets.
Il commence à étudier dans l'atelier de Georges François Castex (1860, Collioure-1943, Toulouse) puis, à la fin de la guerre, il entre à l'école des beaux-arts de Toulouse. Pour s'assurer un minimum de revenus, il devient photographe pour les usines Latécoère. De 1931 à 1939, il expose régulièrement à la galerie Chappe à Toulouse. Il expose aussi à Paris, au Salon des artistes français. Pour l'Exposition internationale de 1937, il décore le pavillon du Languedoc. Il participe régulièrement, de 1930 à 1943, au Salon des artistes méridionaux. Après la fin de la seconde guerre mondiale, sa production se raréfie. Il est chef d'atelier, puis professeur à l'école des beaux-arts. Il réalise une importante partie de la décoration de la Chambre de commerce : un puits de mine à Saint-Marcet (1950-51) pour la galerie du premier étage, et La place Wilson (1953) pour la salle Audouy. Son fils Yves Bergougnan est alors en pleine gloire dans le « sport-roi » à Toulouse, le rugby.
Les artistes qu'il a formés sont nombreux : Jacques Fauché, Carlos Pradal, Félix Denax, Gui Boyer, Jean-Jacques Borrut, Éric Marsiam etc.
Artiste discret, voire secret, Bergougnan n'a pratiquement jamais quitté Toulouse, hormis un séjour en Espagne. Sa peinture est élégante, sobre, rigoureusement construite malgré la poésie qui s'en dégage.